# Liste der Kulturdenkmale in Breisach am Rhein

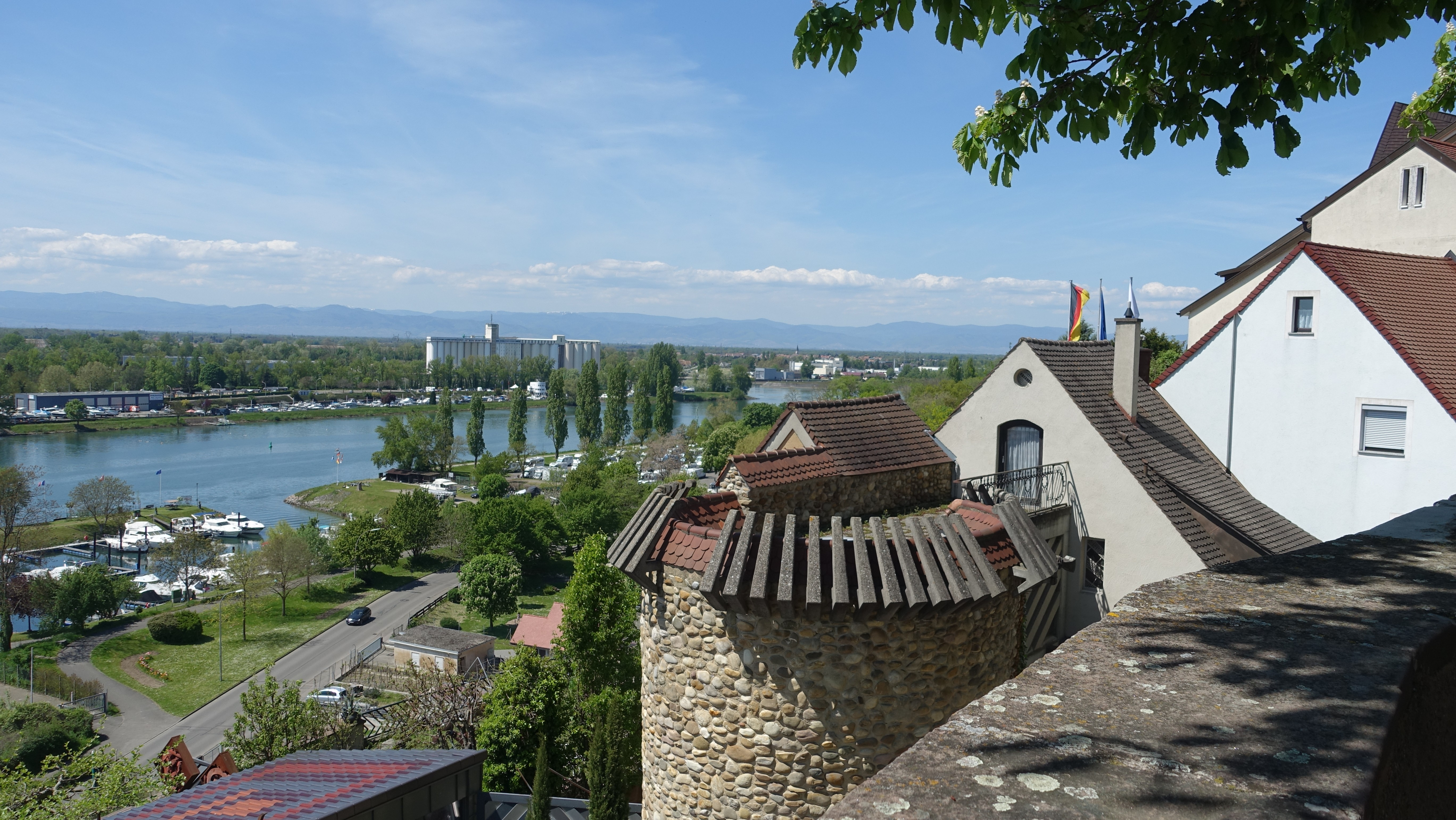

In der Liste der Kulturdenkmale in Breisach am Rhein sind alle Bau- und Kunstdenkmale der Stadt Breisach am Rhein verzeichnet, die im „Verzeichnis der unbeweglichen Bau- und Kunstdenkmale und der zu prüfenden Objekte“ des Landesamts für Denkmalpflege Baden-Württemberg verzeichnet sind.
Diese Liste ist nicht rechtsverbindlich. Eine rechtsverbindliche Auskunft ist lediglich auf Anfrage bei der Unteren Denkmalschutzbehörde des Landkreises Breisgau-Hochschwarzwald erhältlich.

## Allgemein
- Bild: Zeigt ein ausgewähltes Bild aus Commons, „Weitere Bilder“ verweist auf die Bilder im Medienarchiv Wikimedia Commons.
- Bezeichnung: Nennt den Namen, die Bezeichnung oder die Art des Kulturdenkmals.
- Lage: Straßenname und Hausnummer oder Flurstücknummer des Kulturdenkmals, gegebenenfalls auch den Ortsteil. Die Grundsortierung der Liste erfolgt nach dieser Adresse. Der Link (Karte) führt zu verschiedenen Kartendiensten mit der Position des Kulturdenkmals. Fehlt dieser Link, wurden die Koordinaten noch nicht eingetragen. Sind diese bekannt, können sie über ein Tool mit einer Kartenansicht einfach nachgetragen werden. In dieser Kartenansicht sind Kulturdenkmale ohne Koordinaten mit einem roten bzw. orangen Marker dargestellt und können durch Verschieben auf die richtige Position in der Karte mit Koordinaten versehen werden. Kulturdenkmale ohne Bild sind an einem blauen bzw. roten Marker erkennbar.
- Datierung: Baubeginn, Fertigstellung, Datum der Erstnennung oder grobe zeitliche Einordnung entsprechend des Eintrags in der zuständigen Denkmaldatenbank (Landesamt für Denkmalpflege Baden-Württemberg).
- Beschreibung: Kurzcharakteristik des Kulturdenkmals.

## Kulturdenkmale nach Stadtteilen

### Breisach
| Bild           | Bezeichnung                                                                                         | Lage                                         | Datierung | Beschreibung | ID |
| -------------- | --------------------------------------------------------------------------------------------------- | -------------------------------------------- | --------- | --- | -- |
|                | Gesamtanlage Breisach Oberstadt                                                                     | Breisach                                     |           | Geschützt nach § 19 DSchG |    |
|                | Augustinerberg                                                                                      | Breisach, Augustinerberg (Karte)             |           | Gasse, die vom Münsterberg in das einstige Judenviertel von Breisach an der Nordseite des Münsterberges führt. Geschützt nach § 2 DSchG | BW |
|                | Mauerungen und im Boden befindliche Reste der abgegangenen Augustinerklosteranlage                  | Breisach, Augustinerberg 1 (Karte)           |           | Geschützt nach § 2 DSchG | BW |
|                | Streckgehöft                                                                                        | Breisach, Augustinerberg 4 (Karte)           |           | Geschützt nach § 2 DSchG | BW |
|                | Wohnhaus                                                                                            | Breisach, Augustinerberg 6 (Karte)           |           | Prüffall | BW |
|                | Wirtschaftsgebäude                                                                                  | Breisach, Augustinerberg 8 (Karte)           |           | Prüffall | BW |
|                | Gewölbekeller und Mikwe in einem erneuerten Wohnhaus                                                | Breisach, Augustinerberg 10 (Karte)          |           | Geschützt nach § 2 DSchG | BW |
|                | Mauerungen und gepflasterte Wegführung vom Münsterberg zum Rheinufer                                | Breisach, Bajakel (Karte)                    |           | Geschützt nach § 2 DSchG | BW |
|                | Treppenanlage mit Substruktionsmauern am Aufgang von der Fischerhalde zur Münsterbergstraße.        | Breisach, Fischerhalde                       |           | Geschützt nach § 2 DSchG |    |
|                | Wohnhaus                                                                                            | Breisach, Fischerhalde 2 (Karte)             |           | Geschützt nach § 2 DSchG | BW |
|                | Wohnhaus                                                                                            | Breisach, Fischerhalde 4 (Karte)             |           | Geschützt nach § 2 DSchG | BW |
|                | Keller im rückwärtigen Bereich des Grundstücks                                                      | Breisach, Fischerhalde 8 (Karte)             |           | Prüffall | BW |
|                | Wohnhaus mit Gewölbekeller                                                                          | Breisach, Fischerhalde 54 (Karte)            |           | Geschützt nach § 2 DSchG | BW |
|                | Wohnhaus                                                                                            | Breisach, Fischerhalde 66 (Karte)            |           | Prüffall | BW |
|                | Wohnhaus                                                                                            | Breisach, Fischerhalde 68 (Karte)            |           | Prüffall | BW |
|                | Wohnhaus                                                                                            | Breisach, Fischerhalde 70 (Karte)            |           | Prüffall | BW |
|                | Bauwerk aus Bruchsteinmauerwerk                                                                     | Breisach, Fischerhalde 86 (Karte)            |           | Geschützt nach § 2 DSchG | BW |
|                | Mauer aus Bruchstein                                                                                | Breisach, Goldengasse                        |           | Geschützt nach § 2 DSchG |    |
|                | Elsässer Hof                                                                                        | Breisach, Gutgesellentorplatz 6 (Karte)      |           | Prüffall | BW |
|                | Mauer zwischen den Flurstücken 44 und 44/1                                                          | Breisach, Kapuzinergasse 2, 4                |           | Geschützt nach § 2 DSchG |    |
|                | Wasserhochbehälter der Wasserversorgung Breisach                                                    | Breisach, Kapuzinergasse 6a (Karte)          |           | Geschützt nach § 2 DSchG | BW |
|                | Mauern und Spolien des ehemaligen Kapuzinerklosters                                                 | Breisach, Kapuzinergasse 8, 10               |           | Geschützt nach § 2 DSchG |    |
|                | Wohnhaus mit Einfriedungsmauer                                                                      | Breisach, Kapuzinergasse 13 (Karte)          |           | Geschützt nach § 2 DSchG | BW |
|                | Mauerreste an der Kapuzinergasse                                                                    | Breisach, Kapuzinergasse 14 (Karte)          |           | Geschützt nach § 2 DSchG | BW |
|                | Wohnhaus                                                                                            | Breisach, Kapuzinergasse 15 (Karte)          |           | Geschützt nach § 2 DSchG | BW |
|                | Einfriedungsmauer mit gekehltem Rundbogenportal                                                     | Breisach, Kapuzinergasse 17 (Karte)          |           | Geschützt nach § 2 DSchG | BW |
|                | Traufwand eines ehemaligen, an der Radebrunnenallee stehenden Hauses                                | Breisach, Kapuzinergasse 17, Radbrunnenallee |           | Geschützt nach § 2 DSchG |    |
|                | Wohnhaus                                                                                            | Breisach, Kapuzinergasse 19 (Karte)          |           | Geschützt nach § 2 DSchG | BW |
|                | Grundstücksmauer                                                                                    | Breisach, Kapuzinergasse 21                  |           | Geschützt nach § 2 DSchG |    |
|                | Haus „zum Bock“, „zum grünen Berg“, seit 1895 „zum Schlossberg“                                     | Breisach, Kapuzinergasse 29 (Karte)          |           | Geschützt nach § 2 DSchG |    |
|                | Wohnhaus mit Einfriedung                                                                            | Breisach, Kettengasse 3 (Karte)              |           | Geschützt nach § 2 DSchG | BW |
|                | Brunnen                                                                                             | Breisach, Kupfertorplatz                     |           | Geschützt nach § 2 DSchG |    |
|                | Winkelgehöft                                                                                        | Breisach, Kupfertorplatz 9 (Karte)           |           | Geschützt nach § 2 DSchG | BW |
|                | Wohn- und Geschäftshaus                                                                             | Breisach, Marktplatz 6 (Karte)               |           | Geschützt nach § 2 DSchG | BW |
|                | Wohn- und Geschäftshaus                                                                             | Breisach, Marktplatz 8 (Karte)               |           | Geschützt nach § 2 DSchG | BW |
|                | Wohn- und Geschäftshaus                                                                             | Breisach, Marktplatz 10 (Karte)              |           | Geschützt nach § 2 DSchG | BW |
|                | Wohn- und Geschäftshaus                                                                             | Breisach, Marktplatz 14 (Karte)              |           | Geschützt nach § 2 DSchG | BW |
| Weitere Bilder | Kirche St. Joseph                                                                                   | Breisach, Muggensturmstraße 20 (Karte)       |           | Geschützt nach § 2 DSchG |    |
|                | Wohnhaus                                                                                            | Breisach, Muggensturmstraße 38 (Karte)       |           | Prüffall | BW |
|                | Mahnmal mit Begrenzungsmauerungen                                                                   | Breisach, Münsterbergstraße                  |           | Geschützt nach § 2 DSchG |    |
|                | Wohnhaus                                                                                            | Breisach, Münsterbergstraße 2, 4 (Karte)     |           | Geschützt nach § 2 DSchG | BW |
|                | Wohnhaus                                                                                            | Breisach, Münsterbergstraße 6 (Karte)        |           | Geschützt nach § 2 DSchG | BW |
|                | Wohnhaus                                                                                            | Breisach, Münsterbergstraße 8 (Karte)        |           | Geschützt nach § 2 DSchG | BW |
|                | Wohnhaus                                                                                            | Breisach, Münsterbergstraße 10, 12 (Karte)   |           | Geschützt nach § 2 DSchG | BW |
|                | Bauteile, Mauerungen                                                                                | Breisach, Münsterbergstraße 19,21 (Karte)    |           | Geschützt nach § 2 DSchG | BW |
|                | Wohnhaus                                                                                            | Breisach, Münsterbergstraße 20 (Karte)       |           | Geschützt nach § 2 DSchG | BW |
|                | Wohnhaus                                                                                            | Breisach, Münsterbergstraße 22 (Karte)       |           | Geschützt nach § 2 DSchG | BW |
|                | Wohnhaus                                                                                            | Breisach, Münsterbergstraße 24 (Karte)       |           | Geschützt nach § 2 DSchG | BW |
|                | Wohnhaus                                                                                            | Breisach, Münsterbergstraße 26 (Karte)       |           | Geschützt nach § 2 DSchG | BW |
|                | Haus „Zum Silbernen Turm“                                                                           | Breisach, Münsterbergstraße 28 (Karte)       |           | Geschützt nach § 2 DSchG | BW |
| Weitere Bilder | Rathaus                                                                                             | Breisach, Münsterplatz 1 (Karte)             |           | Geschützt nach § 2 DSchG |    |
| Weitere Bilder | Pfarrhaus                                                                                           | Breisach, Münsterplatz 3 (Karte)             |           | Geschützt nach § 2 DSchG |    |
| Weitere Bilder | Münster St. Stephan                                                                                 | Breisach, Münsterplatz 5 (Karte)             |           | Geschützt nach § 12 DSchG |    |
|                | Wohnhaus                                                                                            | Breisach, Pforrgasse 1 (Karte)               |           | Prüffall | BW |
|                | Wohnhaus                                                                                            | Breisach, Pforrgasse 2 (Karte)               |           | Geschützt nach § 2 DSchG | BW |
|                | Wohnhaus                                                                                            | Breisach, Pforrgasse 4 (Karte)               |           | Prüffall | BW |
|                | Trauf-bzw. Giebelwand                                                                               | Breisach, Radbrunnenallee                    |           | Geschützt nach § 2 DSchG |    |
|                | Traufwand                                                                                           | Breisach, Radbrunnenallee                    |           | Geschützt nach § 2 DSchG |    |
|                | Portal und Mauerstück des Herrenzunfthauses „Zur Roten Kuppe“                                       | Breisach, Radbrunnenallee 2 (Karte)          |           | Geschützt nach § 2 DSchG | BW |
| Weitere Bilder | Radbrunnenturm                                                                                      | Breisach, Radbrunnenallee 9 (Karte)          |           | Geschützt nach § 2 DSchG |    |
|                | Wohnhaus                                                                                            | Breisach, Radbrunnenallee 12 (Karte)         |           | Geschützt nach § 2 DSchG | BW |
|                | Mauer und Portalgewände des ehem. städtischen Kaufhauses                                            | Breisach, Radbrunnenallee 14a (Karte)        |           | Geschützt nach § 2 DSchG | BW |
|                | Wohnhaus                                                                                            | Breisach, Radbrunnenallee 16 (Karte)         |           | Geschützt nach § 2 DSchG | BW |
| Weitere Bilder | Gewölbekeller, Fassadenteile und Portal des Alten Rathauses                                         | Breisach, Radbrunnenallee 18 (Karte)         |           | Geschützt nach § 2 DSchG |    |
|                | Wohnhaus                                                                                            | Breisach, Radbrunnenallee 20 (Karte)         |           | Prüffall | BW |
|                | Mauer mit Portal                                                                                    | Breisach, Radbrunnenallee 26                 |           | Geschützt nach § 2 DSchG |    |
|                | Volutengiebel auf der Nordmauer eines Gartengrundstückes                                            | Breisach, neben Rheintorplatz 1              |           | Geschützt nach § 2 DSchG |    |
| Weitere Bilder | Jüdisches Gemeindehaus                                                                              | Breisach, Rheintorstraße 3 (Karte)           |           | Geschützt nach § 2 DSchG |    |
|                | Wohnhaus                                                                                            | Breisach, Rheintorstraße 7 (Karte)           |           | Geschützt nach § 2 DSchG | BW |
|                | Wohnhaus                                                                                            | Breisach, Rheintorstraße 9 (Karte)           |           | Geschützt nach § 2 DSchG | BW |
|                | Wohnhaus                                                                                            | Breisach, Rheintorstraße 12 (Karte)          |           | Geschützt nach § 2 DSchG | BW |
|                | Wohnhaus                                                                                            | Breisach, Rheintorstraße 13 (Karte)          |           | Geschützt nach § 2 DSchG | BW |
|                | Wohnhaus                                                                                            | Breisach, Rheintorstraße 15 (Karte)          |           | Geschützt nach § 2 DSchG | BW |
|                | Wohnhaus                                                                                            | Breisach, Rheintorstraße 19 (Karte)          |           | Geschützt nach § 2 DSchG | BW |
|                | Wohnhaus                                                                                            | Breisach, Rheintorstraße 21 (Karte)          |           | Geschützt nach § 2 DSchG | BW |
|                | Wohnhaus                                                                                            | Breisach, Rheintorstraße 30 (Karte)          |           | Geschützt nach § 2 DSchG | BW |
|                | Wohnhaus                                                                                            | Breisach, Rheintorstraße 39 (Karte)          |           | Geschützt nach § 2 DSchG | BW |
|                | Wohnhaus                                                                                            | Breisach, Rheintorstraße 41 (Karte)          |           | Geschützt nach § 2 DSchG | BW |
|                | Wohnhaus                                                                                            | Breisach, Rheintorstraße 42, 44 (Karte)      |           | Geschützt nach § 2 DSchG | BW |
|                | Wohnhaus                                                                                            | Breisach, Rheintorstraße 45 (Karte)          |           | Geschützt nach § 2 DSchG | BW |
|                | Wohnhaus                                                                                            | Breisach, Rheintorstraße 47 (Karte)          |           | Geschützt nach § 2 DSchG | BW |
|                | Wohnhaus                                                                                            | Breisach, Rheintorstraße 49 (Karte)          |           | Geschützt nach § 2 DSchG | BW |
| Weitere Bilder | Tullaturm                                                                                           | Breisach, Schlossplatz (Karte)               |           | Geschützt nach § 2 DSchG |    |
|                | Kriegerdenkmal zur Erinnerung an die Gefallenen des Jägerregimentes zu Pferde Nr. 3 im 1. Weltkrieg | Breisach, Schlossplatz                       |           | Geschützt nach § 2 DSchG |    |
|                | Wohnhaus                                                                                            | Breisach, Schulgasse 3 (Karte)               |           | Geschützt nach § 2 DSchG | BW |
|                | Grundstücksmauer aus Bruchstein                                                                     | Breisach, bei Schulgasse 3                   |           | Geschützt nach § 2 DSchG |    |
|                | Wohnhaus                                                                                            | Breisach, Schwanenrain 3 (Karte)             |           | Geschützt nach § 2 DSchG | BW |
|                | Grünfläche                                                                                          | Breisach, Schänzletreppe (Karte)             |           | Geschützt nach § 2 DSchG | BW |
|                | Gehöft                                                                                              | Breisach, Sternenhofgasse 4 (Karte)          |           | Geschützt nach § 2 DSchG | BW |
|                | Wohnhaus                                                                                            | Breisach, Sternenhofgasse 5 (Karte)          |           | Geschützt nach § 2 DSchG | BW |
|                | Wohnhaus                                                                                            | Breisach, Sternenhofgasse 8 (Karte)          |           | Prüffall | BW |
|                | Wohnhaus                                                                                            | Breisach, Sternenhofgasse 16 (Karte)         |           | Prüffall | BW |
|                | Wohnhaus                                                                                            | Breisach, Sternenhofgasse 18 (Karte)         |           | Prüffall | BW |
| Weitere Bilder | Alter jüdischer Friedhof                                                                            | Breisach, Synagogenplatz (Karte)             |           | Geschützt nach § 2 DSchG |    |
|                | Wohnhaus                                                                                            | Breisach, Tullagasse 2 (Karte)               |           | Geschützt nach § 2 DSchG | BW |
|                | Grundschule Theresianum                                                                             | Breisach, Ursulinengasse 1 (Karte)           |           | Prüffall | BW |
|                | Substruktionsmauer an der Ursulinengasse und Grundstücksmauer an der Kettengasse                    | Breisach, Ursulinengasse 4                   |           | Geschützt nach § 2 DSchG |    |

### Sachgesamtheit Stadtbefestigung
| Bild           | Bezeichnung                                                                                        | Lage                                    | Datierung | Beschreibung             | ID |
| -------------- | -------------------------------------------------------------------------------------------------- | --------------------------------------- | --------- | ------------------------ | -- |
|                | Stadtbefestigung/Subduktionsmauern                                                                 | Breisach                                |           | Geschützt nach § 2 DSchG |    |
|                | Hangstützmauern an der Bergseite des Augustinerbergwegs bzw. der Muggensturmstraße                 | Breisach                                |           | Geschützt nach § 2 DSchG |    |
|                | Substruktionsmauern im Bereich von Burg und Schloßplatz                                            | Breisach, Burgberg                      |           | Geschützt nach § 2 DSchG |    |
| Weitere Bilder | Kapftor                                                                                            | Breisach, Goldengasse 1 (Karte)         |           | Geschützt nach § 2 DSchG |    |
| Weitere Bilder | Gutgesellentor oder Spector                                                                        | Breisach, Gutgesellentorplatz 4 (Karte) |           | Geschützt nach § 2 DSchG |    |
|                | HL-Aufstieg                                                                                        | Breisach                                |           | Geschützt nach § 2 DSchG |    |
|                | Stadtbefestigung entlang der Josef-Bueb-Straße                                                     | Breisach, Josef-Bueb-Straße             |           | Geschützt nach § 2 DSchG |    |
|                | Stadtmauerreste im rückwärtigen Bereich des Grundstückes                                           | Breisach, Josef-Bueb-Straße 4           |           | Geschützt nach § 2 DSchG |    |
|                | Substruktions- und Begrenzungsmauern                                                               | Breisach, Kapftorstiege                 |           | Geschützt nach § 2 DSchG |    |
| Weitere Bilder | Kupfertor                                                                                          | Breisach, Kupfertorplatz 23, 23a        |           | Geschützt nach § 2 DSchG |    |
|                | Substruktions- und Festungsmauern entlang des „Langen Weges“                                       | Breisach, Langer Weg                    |           | Geschützt nach § 2 DSchG |    |
|                | Stadtbefestigung im rückwärtigen Bereich von Marienau 8                                            | Breisach, bei Marienau 8                |           | Geschützt nach § 2 DSchG |    |
|                | Stadtbefestigung am Eckardsberg                                                                    | Breisach, Marienau 15                   |           | Geschützt nach § 2 DSchG |    |
|                | Stadtbefestigung am Eckardsberg                                                                    | Breisach, Marienau 15                   |           | Geschützt nach § 2 DSchG |    |
|                | Mauer südlich von Muggensturmstraße 27                                                             | Breisach, bei Muggensturmstraße 27      |           | Geschützt nach § 2 DSchG |    |
|                | Münsterbergstraße. Substruktions- und Festungsmauern entlang der „Münsterbergstraße“               | Breisach, Münsterbergstraße             |           | Geschützt nach § 2 DSchG |    |
| Weitere Bilder | Hagenbachtor                                                                                       | Breisach, Münsterbergstraße 32 (Karte)  |           | Geschützt nach § 2 DSchG |    |
|                | Substruktionsmauern                                                                                | Breisach, Münsterplatz                  |           | Geschützt nach § 2 DSchG |    |
|                | Reste von mittelalterlicher Stadtmauer mit Rondenweg und vorgelagertem Stadtgraben                 | Breisach, Rempartstraße                 |           | Geschützt nach § 2 DSchG |    |
|                | Treppenanlage mit Mauerungen                                                                       | Breisach, Rheinstiege                   |           | Geschützt nach § 2 DSchG |    |
| Weitere Bilder | Rheintor mit seitlichen Festungsmauern                                                             | Breisach, Rheintorplatz 1 (Karte)       |           | Geschützt nach § 2 DSchG |    |
|                | Stadtbefestigung im rückwärtigen Bereich von Rheinuferstraße 2                                     | Breisach, Rheinuferstraße 2             |           | Geschützt nach § 2 DSchG |    |
|                | Wegverbindung zwischen der Kapuzinergasse und der Muggensturmstraße                                | Breisach, Schlossrain (Karte)           |           | Geschützt nach § 2 DSchG | BW |
|                | Substruktions- und Begrenzungsmauern der gepflasterten Schwanenrain-Gasse                          | Breisach, Schwanenrain (Karte)          |           | Geschützt nach § 2 DSchG | BW |
|                | Mauerungen entlang des Treppenaufstiegs Schänzletreppe zwischen Münsterbergstraße und Münsterplatz | Breisach, Schänzletreppe (Karte)        |           | Geschützt nach § 2 DSchG |    |
|                | Stadtmauer der Stadtbefestigung Breisach am Südostrand der Unterrstadt                             | Breisach, Stuckgasse 2, 6               |           | Geschützt nach § 2 DSchG |    |

### Niederrimsingen
| Bild | Bezeichnung           | Lage                                       | Datierung | Beschreibung | ID |
| ---- | --------------------- | ------------------------------------------ | --------- | ------------ | -- |
|      | Carl-Orff-Grundschule | Niederrimsingen, Tunibergstraße 14 (Karte) |           | [ 2 ]        | BW |
|      | St.-Laurentius-Kirche | Niederrimsingen, Kirchstraße 3 (Karte)     |           |              |    |